# 雪铁龙CX
雪铁龙CX（Citroën CX），是法国雪铁龙公司在1974年至1991年期间生产的汽车，共生产约120万辆。在1975年被评为「欧洲年度风云车」。
本款汽车拥有先进的悬架。从雪铁龙SM继承了许多功能跑车的功能，例如拥有特别精确的汽车动力转向系统。